# Kilidż Arslan I
Kilidż Arslan I (arab. قلج أرسلان, tur. I. Kılıç Arslan)  (ur. 1079, zm. 1107) – sułtan seldżuckiego Sułtanatu Rum, syn Sulejmana I.
Arslan otrzymał wiadomość o śmierci ojca w Antiochii, skąd udał się do Nikei w północnej Anatolii, gdzie stanął na czele Turkmenów walczących z Bizancjum. Przeniósł stolicę państwa z Nikei do Konyi. 21 października 1096 wojska Arslana zmasakrowały uczestników krucjaty ludowej w bitwie pod Civetot, nie zdołały jednak powstrzymać marszu I krucjaty. Zginął w bitwie pod Mosulem w roku 1107.